# ドラマL
『ドラマL』（ドラマエル）は、2018年4月8日から2024年9月まで毎週日曜 23:55 - 翌0:25（JST）、2024年10月から毎週月曜 0:10 - 0:40（日曜深夜、JST）に、朝日放送テレビ（ABCテレビ）で放送されているテレビドラマ放送枠およびその冠タイトル。
制作局の系列キー局テレビ朝日ではネット受けしない一部作品を除き、毎週日曜2:30 - 3:00（土曜深夜）に先行ネットを行っている。なおネット受けしない作品については動画配信「TELASA」で過去に配信した作品を放送で対応している。制作局・キー局を除くテレビ朝日系列局の一部でも遅れネットで放送されている。

## 概要
朝日放送テレビは、2018年4月改編で23時台後半枠にて自社制作によるドラマ枠として本枠を新設。開始当初は、毎週日曜23:35 - 翌0:05の放送時間だった。
朝日放送テレビにおいて、日曜23時台が自社制作枠になるのは、2016年4月10日から9月25日まで放送された『ハッキリ5〜そんなに好かれていない5人が世界を救う〜』（同番組放送当時は2018年4月1日の認定放送持株会社移行に伴う商号変更並びに分社化前の朝日放送＝現：朝日放送グループホールディングス〈ABCHD〉）以来1年半ぶりで、日曜23時台にドラマが放送されるのも2012年3月に終了した『日曜ナイトプレミア』以来6年ぶりである。
また、本枠開始に伴い、2018年4月1日まで当該時間帯に同時ネットで放送されていた『関ジャム 完全燃SHOW』（テレビ朝日制作）は月曜1:10 - 2:07（日曜深夜）の遅れネットに再び移行した。
2020年春改編により、制作局の朝日放送テレビでは、同年4月12日から放送時間を10分繰り上げて、23:25 - 23:55に変更。この年の10月から、当枠の直後に『ドラマ+』が開始されており、同じ朝日放送テレビ製作のローカルドラマ枠が2本連続生放送される編成となった。テレビ朝日では、2020年秋改編により、本枠の前に『ANiMAZiNG!!!』（アニメ枠、全国ネット）を放送しているため、2時台は、1時間の朝日放送グループ系統製作の逆ネット番組となっている。
2022年4月改編により、制作局の朝日放送テレビでは、3月まで放送されていた23時台前半の自社ローカル番組の廃止と、時差放送してきた『関ジャム 完全燃SHOW』の同時ネット再開に伴い、同年4月17日からは放送時間が30分繰り下がり、23時55分 - 翌0時25分に変更した。
2024年10月14日からは放送時間が15分繰り下がり、月曜 0時10分 - 40分（日曜深夜）に変更した。

## 作品リスト
以下の放送日は制作局の朝日放送テレビ基準で記載。
制作プロダクションの記号は以下の通り。
- FE - ファインエンターテイメント
- IZ - 泉放送制作
- CI - C&Iエンタテインメント
- IC - The icon
- MM - メディアミックス・ジャパン（MMJ）
- LB - ABCリブラ
- BL - BABEL LABEL
- HP - ホリプロ
- AP - AOI Pro.
- DB - ダブ
- UP - UNITED PRODUCTIONS
- TP - テレパック

| #                                                  | タイトル                                                  | 放送期間            | 原作                                | 主演                                | 制作協力     | 備考 |
| -------------------------------------------------- | --------------------------------------------------------- | ------------------- | ----------------------------------- | ----------------------------------- | ------------ | --- |
| 2018年                                             |                                                           |                     |                                     |                                     |              | |
| 1                                                  | 声ガール!                                                 | 4月8日 - 6月10日    | -                                   | 福原遥                              | FE           | [ 1 ]                                                                                                   |
| 2                                                  | 幸色のワンルーム                                          | 7月8日 - 9月23日    | はくり                              | 山田杏奈                            | IZ           | [ 2 ]                                                                                                   |
| 3                                                  | 深夜のダメ恋図鑑                                          | 10月7日 - 12月9日   | 尾崎衣良                            | 馬場ふみか 佐野ひなこ 久松郁実      | FE           | |
| 2019年                                             |                                                           |                     |                                     |                                     |              | |
| 4                                                  | パーフェクトクライム                                      | 1月20日 - 3月24日   | 梨里緒 月島綾                       | トリンドル玲奈                      | CI           | |
| 5                                                  | 神ちゅーんず 〜鳴らせ!DTM女子〜                           | 4月7日 - 6月9日     | -                                   | 私立恵比寿中学                      | IC           | |
| 6                                                  | ランウェイ24                                              | 7月7日 - 9月22日    | -                                   | 朝比奈彩                            | FE           | |
| 7                                                  | Re:フォロワー                                             | 10月6日 - 12月15日  | -                                   | 西銘駿 塩野瑛久                     | IC           | |
| 2020年                                             |                                                           |                     |                                     |                                     |              | |
| 8                                                  | この男は人生最大の過ちです                                | 1月19日 - 3月22日   | 九瀬しき                            | 速水もこみち                        | FE           | ここまで日曜23:35 - 翌0:05に放送。                                                                      |
| 以降、朝日放送グループホールディングスとの共同製作 |                                                           |                     |                                     |                                     |              | |
| 9                                                  | 年下彼氏                                                  | 4月12日 - 6月14日   | -                                   | 関西ジャニーズJr.                   | MM           | ここから日曜23:25 - 23:55に放送。                                                                       |
| 10                                                 | ステイナイトミステリー                                    | （下記参照）        | （下記参照）                        | （下記参照）                        | （下記参照） | （下記参照）                                                                                            |
| 10-1                                               | クレイジーレイン                                          | 7月5日 - 26日       | -                                   | D-BOYS                              | FE           | |
| 10-2                                               | 日暮里チャーリーズ                                        | 8月2日 - 30日       | -                                   | 佐藤流司                            | LB           | |
| 10-3                                               | 不倫をコウカイしてます                                    | 9月6日 - 13日       | -                                   | 塩野瑛久                            |              | |
| 11                                                 | マリーミー!                                               | 10月4日 - 12月6日   | 夕希実久                            | 久間田琳加                          | IC           | |
| 2021年                                             |                                                           |                     |                                     |                                     |              | |
| 12                                                 | 3Bの恋人 絶対に付き合ってはいけない男たちとの危険な恋物語 | 1月10日 - 3月14日   | LINEマンガ 朝日放送テレビ 横山もよ  | 馬場ふみか                          | FE           | |
| 13                                                 | ジモトに帰れないワケあり男子の14の事情                    | 4月18日 - 6月20日   | -                                   | 関西ジャニーズJr.                   | MM           | |
| 以降、再び朝日放送テレビの単独製作                 |                                                           |                     |                                     |                                     |              | |
| 14                                                 | 痴情の接吻                                                | 7月4日 - 9月27日    | 如月ひいろ                          | 橋本良亮（A.B.C-Z）                 | HP           | |
| 15                                                 | それでも愛を誓いますか?                                   | 10月3日 - 12月12日  | 萩原ケイク                          | 松本まりか                          | LB           | |
| 2022年                                             |                                                           |                     |                                     |                                     |              | |
| 16                                                 | 封刃師                                                    | 1月16日 - 3月13日   | -                                   | 早乙女太一                          | BL           | ここまで日曜23:25 - 23:55に放送。                                                                       |
| 17                                                 | 恋に無駄口                                                | 4月17日 - 6月19日   | 福山リョウコ                        | 奥野壮                              | HP           | ここから日曜23:55 - 翌0:25に放送。                                                                      |
| 18                                                 | 彼女、お借りします                                        | 7月3日 - 9月25日    | 宮島礼吏                            | 大西流星（なにわ男子）              | FE           | アニメ版は毎日放送・TBS系列『スーパーアニメイズム』で放送。 アニメ版第2期と並行して放送される形となる。 |
| 19                                                 | 推しが武道館いってくれたら死ぬ                            | 10月9日 - 12月25日  | 平尾アウリ                          | 松村沙友理                          | IC           | アニメ版はTBSテレビほかにて放送。                                                                       |
| 2023年                                             |                                                           |                     |                                     |                                     |              | |
| 20                                                 | ひともんちゃくなら喜んで!                                 | 1月15日 - 3月19日   | 八海つむ                            | 矢作穂香 犬飼貴丈                   | S・D・P      | |
| 21                                                 | ガチ恋粘着獣                                              | 4月9日 - 6月11日    | 星来                                | 香音 石井杏奈                       | CI           | |
| 22                                                 | around1/4 アラウンド・クォーター                          | 7月9日 - 9月24日    | 緒之                                | 佐藤大樹（FANTASTICS）              | AP           | |
| 23                                                 | 18歳、新妻、不倫します。                                  | 10月15日 - 12月18日 | わたなべ志穂                        | 藤井流星（WEST.）                   | DB           | |
| 2024年                                             |                                                           |                     |                                     |                                     |              | |
| 24                                                 | セレブ男子は手に負えません                                | 1月21日 - 3月24日   | -                                   | 若月佑美                            | LB           | 漫画連載はLINEマンガほかで先行連載。                                                                    |
| 25                                                 | あなたの恋人、強奪します。                                | 4月14日 - 6月16日   | 永嶋恵美                            | 武田玲奈                            | UP           | |
| 26                                                 | シュガードッグライフ                                      | 8月4日 - 9月29日    | 依子                                | 田中洸希（SUPER★DRAGON） 多和田任益 | TP           | ここまで日曜23:55 - 翌0:25に放送。                                                                      |
| 27                                                 | 離婚後夜                                                  | 10月14日 - 12月16日 | ＊あいら＊                          | 佐野晶哉（Aぇ! group）              | FAB          | ここから月曜0:10 - 0:40（日曜深夜）に放送。                                                             |
| 2025年                                             |                                                           |                     |                                     |                                     |              | |
| 28                                                 | トーキョーカモフラージュアワー                            | 1月20日 - 3月24日   | 松本千秋                            | 松倉海斗（Travis Japan）            | HP           | |
|                                                    | around1/4 アラウンド・クォーター                          | 4月7日 - 6月9日     | 緒之                                | 佐藤大樹（FANTASTICS）              | AP           | 2023年7月-9月の再放送。 関西地方のみ放送。                                                              |
| 29                                                 | グラぱらっ!                                               | 7月7日 -            | 桂あいり（原作） 西木田景志（作画） | 北野瑠華                            | LB           | 関西地方のみ放送。                                                                                      |

## 放送局
すべて朝日放送テレビ・テレビ朝日系列フルネット局。放送時間は各作品の項目を参照。放送局は『深夜のダメ恋図鑑』が最も多い。
- ANN加盟フルネット局のうち熊本朝日放送（KAB）・大分朝日放送（OAB）では放送実績がない。またANN加盟クロスネット局の福井放送（FBC）・テレビ宮崎（UMK）および競合局の福井テレビ（FTB・フジテレビ系列）・宮崎放送（MRT・TBS系列）や、系列局不在地域（山梨県・富山県・鳥取県・島根県・徳島県・高知県）の系列外局での放送実績もない。

### ネット配信
- 最新話見逃し配信は朝日放送テレビの放送日基準で各ドラマ統一のスケジュールで実施される。
- 遅れネット局ではインターネット配信開始が放送より先行する。
- 朝日放送テレビの過去放送済分についてはドラマ毎に配信元が異なるので個別記事を参照。

| 配信元 | 更新日時        | 配信期間 | 備考                                 |
| ------ | --------------- | -------- | ------------------------------------ |
| TVer   | 日曜 23:55 更新 | 7日      | 朝日放送テレビの最新話限定で無料配信 |

※2023年3月でGYAOでの配信サービス終了